# 莫愛利島
莫埃利岛（法語： [mɔ.e.li]；或稱Mwali），行政区划名称为莫埃利自治岛（Île Autonome de Mohéli），是非洲島國科摩羅的三個島嶼之一，位於大科摩羅島以南50公里的印度洋沿岸，首府是豐博尼，居民主要信奉遜尼派，面積290平方公里，2006年人口約38,000。属群岛中最小的一个火山岛，2001年，这里建立起莫埃利海洋公园，是科摩罗全国第一个自然保护区。

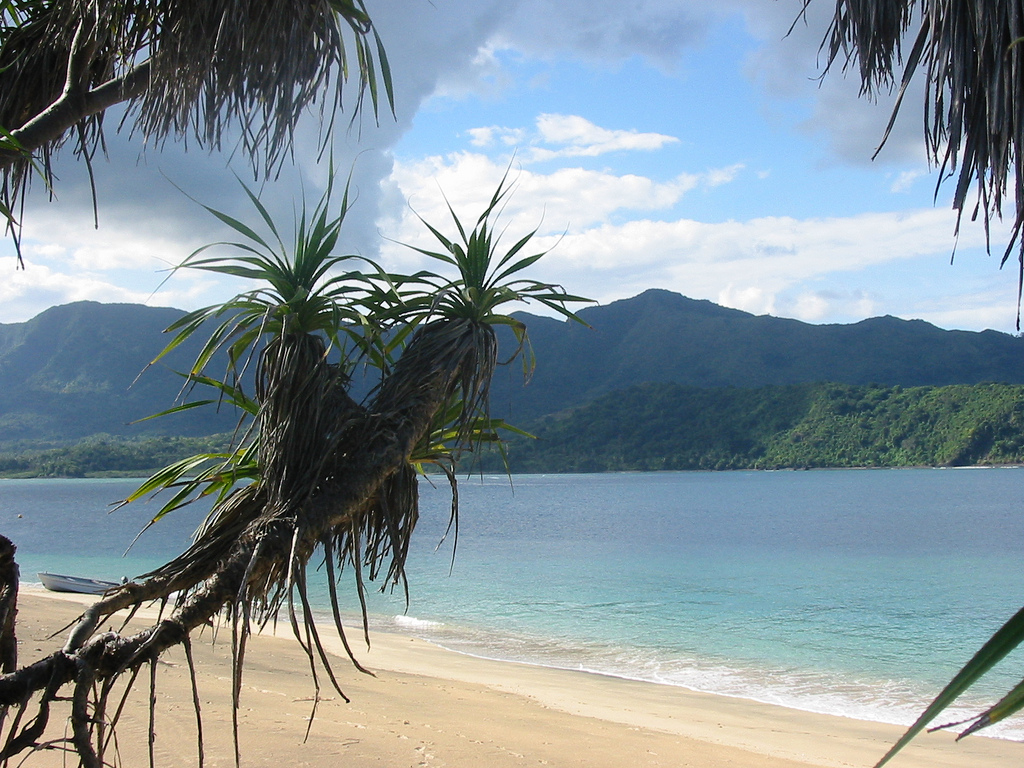
莫愛利島的海灘
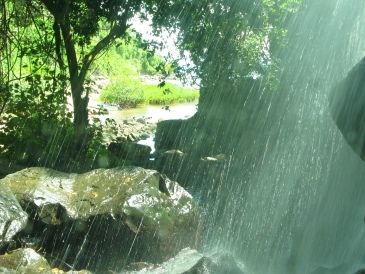
雨林中的瀑布